# 1540년

## 연호
- 명(明) 가정(嘉靖) 19년
- 일본(日本) 덴분(天文) 9년
- 후 레 왕조(後黎朝) 응우옌호아(元和) 8년
- 막 왕조(莫朝) 다이찐(大正) 11년

## 기년
- 류큐(琉球) 쇼세이왕(尚清王) 14년
- 명(明) 세종 가정제(世宗 嘉靖帝) 19년
- 조선(朝鮮) 중종(中宗) 35년
- 후 레 왕조(後黎朝) 장종(莊宗) 8년
- 막 왕조(莫朝) 태종(太宗) 11년

## 사건
- 1월 6일 - 영국 국왕 헨리 8세, 클래브스의 앤과 네 번째 결혼

## 탄생
- 1월 28일 - 네덜란드의 수학자 뤼돌프 판 쾰런. (~1610년)
- 2월 12일 - 조선의 무신 원균. (~1597년)
- 2월 29일 - 정교회 시대 17세기 대주교 직무를 지낸 정교회 사제 겸 정치가 이그나티 모스크바. (~1620년)

### 미상
- 일본 센고쿠 시대 무장 도요토미 히데나가. (~1591년)
- 조선 중기의 무신 윤흥신. (~1592년)
- 조선의 문신 신건. (~1592년)